# Bucculatrix fugitana
Bucculatrix fugitana är en fjärilsart som beskrevs av Braun 1930. Bucculatrix fugitana ingår i släktet Bucculatrix och familjen kronmalar. Inga underarter finns listade i Catalogue of Life.